# بيت خثيل (الحيمة الخارجية)

تعديل مصدري - تعديل

بيت خثيل هي إحدى قرى عزلة بني بجير بمديرية الحيمة الخارجية التابعة لمحافظة صنعاء، بلغ تعداد سكانها 192 نسمة حسب تعداد اليمن لعام 2004.